# 丢勒自画像 (1484年)

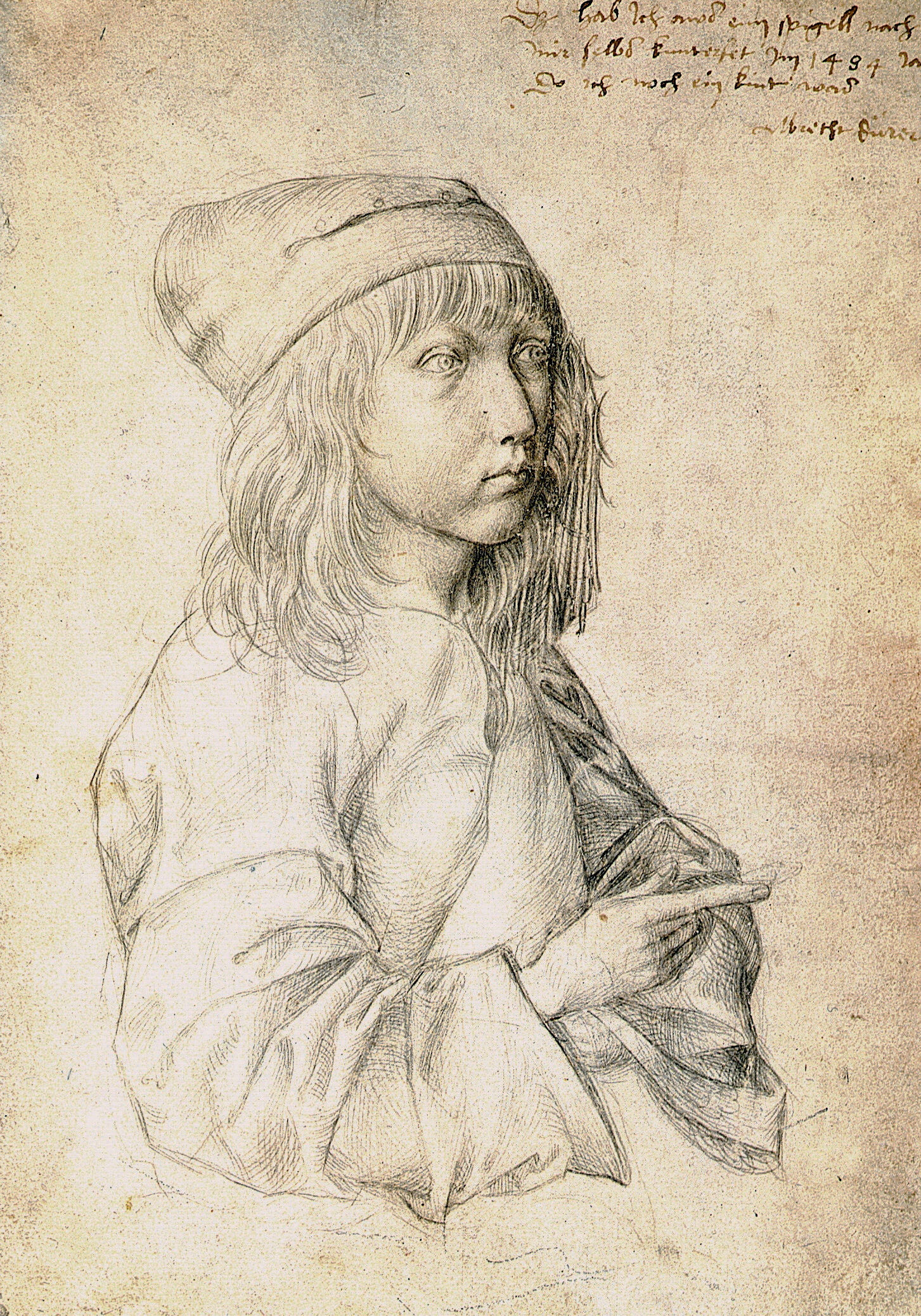
丢勒13岁自画像, 27.5 x 19.6 cm

《丢勒自画像》或《13岁自画像》，是德国画家 阿尔布雷希特·丢勒的一幅素描，绘制于 1484 年13岁时，现藏于维也纳的阿尔贝蒂娜博物馆。这是画家已知最早的一幅画作，也是欧洲现存最古老的自画像之一。 